# 伊是咱的寶貝
伊是咱的寶貝（台羅：I Sī Lán-ê Pó-puè，國語意為「他是我們的寶貝」）是由台灣作曲兼作詞家陳明章所創作的一首著名台語歌曲，收錄於同名專輯中。由於本曲為2004年228百萬人手牽手護台灣的主題曲，也因此經常與此次的社會運動連結在一起，包括陳水扁總統競選晚會等。也從此成為許多政治與社會運動的歌曲，是傳唱極為廣泛的一首歌曲。

## 歌曲介紹
1993年，本曲作者陳明章接受勵馨社會福利事業基金會執行長紀惠容的請求，替該基金會「拯救雛妓」活動編寫歌曲。有一次他到女兒房裡，當時才5歲的年幼女兒很會踢被，就再幫女兒蓋被；看著女兒可愛臉龐的時候，靈感乍現，進而完成了這首歌曲。1999年九二一大地震發生後，也成為聲援災區重建的曲子之一。2004年，本曲成為了由二二八手牽手大聯盟舉辦的百萬人牽手護台灣的活動主題曲；翌年，本曲又再成為三二六護台灣大遊行的閉幕合唱歌曲，抗議並反對中國大陸對台灣片面制訂的《反分裂國家法》。本曲因而成為台灣傳唱極為普遍的一首涉及政治、社會的歌曲。

## 歌詞節錄
原版正字歌詞

-{一蕊花　生落地　爸爸媽媽疼上濟

風若吹　愛蓋被　毋通予伊墜落烏暗地

未開的花需要你我的關心　予伊一片生長的土地

手牽手　心連心　咱徛做伙　伊是咱的寶貝}-

原版臺羅拼音

Tsi̍t luí hue　senn lo̍h-tē　pa-pa ma-ma thiànn siōng tsuē

Hong nā tshue　ài kah-phuē　m̄-thang hōo i tuī-lo̍h oo-àm tē

Buē khui ê hue su-iàu lí guá ê kuan-sim　hōo i tsi̍t phìnn  sing-tióng ê thóo-tē

Tshiú khan tshiú　sim liân sim　lán khiā tsò-hué　i sī lán-ê pó-puè

## 曲目
| 曲序 | 曲目         |        | 作曲   |
| ---- | ------------ | ------ | ------ |
| 1.   | 伊是咱的寶貝 | 陳明章 | 陳明章 |

## 外部連結
- YouTube上的陳明章音樂台灣的囡仔歌 cmc10-11 伊是咱的寶貝 She's Our Darling .mov.陳明章音樂CMC Music.2012年4月3日
- YouTube上的2014TYFC - 伊是咱的寶貝(陳明章 詞曲／蔡昱姍 編曲).Gladys Hung.2014年9月27日